# Snooker-Saison 1986/87
Die Snooker-Saison 1986/87 war eine Reihe von Snookerturnieren, die der Snooker Main Tour angehörten. Sie begann im Mai 1986 mit den Qualifikationsturnieren und endete im Juni 1987 mit dem Pontins Professional 1987. Während der Saison gab es 136 Profispieler.

## Turniere
Die folgende Tabelle zeigt die Saisonergebnisse:
| Datum                             | Turnier                                 | Austragungsort  | Art                   | Sieger               | Finalist                    | Ergebnis |
| --------------------------------- | --------------------------------------- | --------------- | --------------------- | -------------------- | --------------------------- | -------- |
| 30. Juni bis 4. Juli 1986         | Australian Masters                      | Sydney          | Einladungsturnier     | Dennis Taylor        | Steve Davis                 | 3:2      |
| August 1986                       | Thailand Masters                        | Bangkok         | Einladungsturnier     | James Wattana        | Terry Griffiths             | 2:1      |
| August 1986                       | South African Professional Championship | Johannesburg    | Non-Ranking           | Silvino Francisco    | François Ellis              | 9:1      |
| August 1986                       | Canadian Professional Championship      | Toronto         | Non-Ranking           | Cliff Thorburn       | Jim Wych                    | 6:2      |
| 1. bis 22. August                 | Australian Professional Championship    | Sydney          | Non-Ranking           | Warren King          | John Campbell               | 10:3     |
| 24. und 24. August 1986           | China Masters                           | Shanghai        | Einladungsturnier     | Steve Davis          | Terry Griffiths             | 3:0      |
| 28. bis 30. August 1986           | Malaysian Masters                       | Kuala Lumpur    | Einladungsturnier     | Jimmy White          | Dennis Taylor               | 2:1      |
| 3. bis 7. September 1986          | Hong Kong Masters                       | Hongkong        | Einladungsturnier     | Willie Thorne        | Dennis Taylor               | 8:3      |
| 15. bis 17. September 1986        | Carlsberg Challenge                     | Dublin          | Einladungsturnier     | Dennis Taylor        | Jimmy White                 | 8:3      |
| 17. bis 24. September 1986        | Matchroom Professional Championship     | Southend-on-Sea | Einladungsturnier     | Willie Thorne        | Steve Davis                 | 10:9     |
| 18. bis 21. September 1986        | Scottish Masters                        | Glasgow         | Einladungsturnier     | Cliff Thorburn       | Alex Higgins                | 9:8      |
| 26. September bis 5. Oktober 1986 | International Open                      | Stoke           | Weltranglistenturnier | Neal Foulds          | Cliff Thorburn              | 12:9     |
| 18. bis 26. Oktober 1986          | Grand Prix                              | Reading         | Weltranglistenturnier | Jimmy White          | Rex Williams                | 10:6     |
| 28. Oktober bis 1. November 1986  | Canadian Masters                        | Toronto         | Einladungsturnier     | Steve Davis          | Willie Thorne               | 9:3      |
| 14. bis 30. November 1986         | UK Championship                         | Preston         | Weltranglistenturnier | Steve Davis          | Neal Foulds                 | 16:7     |
| 2. bis 14. Dezember 1986          | World Doubles Championship              | Northampton     | Einladungsturnier     | Steve Davis Tony Meo | Mike Hallett Stephen Hendry | 12:3     |
| Januar bis Mai 1987               | Matchroom League                        | verschieden     | Liga                  | Steve Davis          | Neal Foulds                 | 6:2      |
| 2. bis 11. Januar 1987            | Classic                                 | Blackpool       | Weltranglistenturnier | Steve Davis          | Jimmy White                 | 13:12    |
| 25. Januar bis 1. Februar 1987    | Masters                                 | London          | Einladungsturnier     | Dennis Taylor        | Alex Higgins                | 9:8      |
| Februar 1987                      | Irish Professional Championship         | Antrim          | Non-Ranking           | Dennis Taylor        | Joe O’Boye                  | 9:2      |
| Februar 1987                      | Scottish Professional Championship      | Glasgow         | Non-Ranking           | Stephen Hendry       | Jim Donnelly                | 10:7     |
| 6. bis 11. Februar 1987           | English Professional Championship       | Ipswich         | Non-Ranking           | Tony Meo             | Les Dodd                    | 9:5      |
| 9. bis 13. Februar 1987           | Welsh Professional Championship         | Newport         | Non-Ranking           | Doug Mountjoy        | Steve Newbury               | 9:7      |
| 15. Februar bis 1. März 1987      | British Open                            | Derby           | Weltranglistenturnier | Jimmy White          | Neal Foulds                 | 13:9     |
| 5. bis 8. März 1987               | Kent Cup                                | Peking          | Einladungsturnier     | Willie Thorne        | Jimmy White                 | 5:2      |
| 18. bis 21. März 1987             | World Cup                               | Bournemouth     | Einladungsturnier     | / Team All Ireland A | Team Kanada                 | 9:2      |
| 24. bis 29. März 1987             | Irish Masters                           | Kill            | Einladungsturnier     | Steve Davis          | Willie Thorne               | 9:1      |
| 18. April bis 4. Mai 1987         | Snookerweltmeisterschaft                | Sheffield       | Weltranglistenturnier | Steve Davis          | Joe Johnson                 | 18:14    |
| Juni 1987                         | Pontins Professional                    | Prestatyn       | Non-Ranking           | Neal Foulds          | Willie Thorne               | 9:8      |

## Qualifikationsturniere
| Datum     | Turnier                           | Ort         | Sieger     | Finalist   | Ergebnis |
| --------- | --------------------------------- | ----------- | ---------- | ---------- | -------- |
| Mai 1985  | WPBSA Pro Ticket Series – Event 1 | Brean Sands | David Roe  | Jon Wright | 5:4      |
| Juni 1985 | WPBSA Pro Ticket Series – Event 2 | Brean Sands | Jon Wright | David Roe  | 5:1      |

## Weltrangliste
Die Snookerweltrangliste 1986/87 wurde aus den Ergebnissen der Weltranglistenturnieren errechnet. Gezeigt werden die besten 16 Spieler.
| Nr. | Name              | Veränderung |
| --- | ----------------- | ----------- |
| 1   | Steve Davis       | ▬           |
| 2   | Cliff Thorburn    | ▬           |
| 3   | Dennis Taylor     | ▲ 1         |
| 4   | Tony Knowles      | ▼ 1         |
| 5   | Jimmy White       | ▲ 2         |
| 6   | Alex Higgins      | ▲ 3         |
| 7   | Willie Thorne     | ▲ 4         |
| 8   | Joe Johnson       | ▲ 8         |
| 9   | Kirk Stevens      | ▼ 4         |
| 10  | Terry Griffiths   | ▼ 2         |
| 11  | Tony Meo          | ▼ 1         |
| 12  | Silvino Francisco | ▲ 1         |
| 13  | Neal Foulds       | ▲ 10        |
| 14  | Doug Mountjoy     | ▲ 1         |
| 15  | Ray Reardon       | ▼ 9         |
| 16  | Rex Williams      | ▲ 11        |